# No.73手榴弾
No.73手榴弾は、別名サーモス（魔法瓶の意）またはウールワース爆弾と呼ばれるイギリスの対戦車手榴弾である。この兵器は第二次世界大戦中に使用された。このような通称が与えられたのは、形状が魔法瓶に類似したことによる。

## 開発
ナチス・ドイツのフランス侵攻戦終了時、1940年5月26日-6月4日の間にかけてイギリス海外派遣軍はダンケルク港からの撤退を行い、イギリス本土へのドイツの侵攻が有り得るような状況となった。しかしながら、このような事態の後のイギリス陸軍は、自国を防衛するための充分な装備を持たなかった。ダンケルク撤退から一週間後、彼らは27個師団を展開できるに過ぎなかった。陸軍は、ことに対戦車砲が不足しており、840門がフランスに残置され、167門のみがイギリス本土で使用可能だった。残存した砲のための弾薬は大変乏しく、規定では砲弾の使用は訓練目的の1発でさえ許可されなかった。こうした欠乏の結果、ドイツ軍の装甲戦闘車両の撃退を意図し、いくつかの新しい対戦車兵器がイギリス陸軍とホーム・ガードの装備用として開発されねばならなかった。こうしたものの多くは対戦車手榴弾であり、多数のこうした兵器がごく短期間のうちに安価で製造された。この中には「手榴弾、手投げ、対戦車、No74」スティッキーボムとして知られるものが含まれていた。これは、強力な粘着剤で被覆されており、車両に「くっつく」ものだった。また、No.76特殊焼夷手榴弾は、基本的にはモロトフ火炎手榴弾の英国版であった。イアン・ホッグはNo.73手榴弾について「これら手榴弾のうち最も簡易」と著述している。これは「着発手榴弾」、「魔法瓶爆弾」「ウールワース爆弾」などを含む幾種類かの名前が知られている。

## 設計
No.73手榴弾は、ほぼ円筒形状を持ち、魔法瓶のそれに似たねじ込み式のプラスチック製キャップがついている。ここからサーモス・ボムの通称が出現した。この手榴弾は、直径がほぼ89mm、長さが280mm、重さは約2.0kgである。爆発物の内容は1.6kgの極性アンモナル・ゼラチン・ダイナマイトまたはニトロゼラチンで構成される。両方とも容易に燃焼し、また、小火器の命中の衝撃により起爆する。戦車または他の車両に投げつける際、使用者が手に握りこんだ操作テープが手榴弾からほどかれていき、さらに安全ピンを引いて解除する。これは、タイプ247「常働」信管に接続されており、この信管はガモン爆弾とNo.69手榴弾に使用されたものと同型である。これにより撃発準備がなされ、信管に衝撃が加われば手榴弾が起爆させる。とはいえ相当量の重さから投擲可能距離は短いものとなり、距離の限界は9mから14mとなった。また、手榴弾の爆発は、もし使用者が手榴弾の起爆前に遮蔽物を見つけられなかった場合、使用者を負傷させ得た。この手榴弾は51mmの装甲板を破砕し、「軽戦車に重大な損傷を与えた」。しかしながら、敵戦車の無限軌道に対する攻撃が最適な使用方法であった。この手榴弾の威力は無限軌道を容易に吹き飛ばし、敵戦車の乗員に停車と修理のための時間の浪費を強いた。

## 運用
当初、No.73手榴弾は1940年12月に支給されたが、対戦車手榴弾としての使用は稀だった。替わりに、信管は通常の場合除去され、爆破用の爆薬として用いられた。この手榴弾は、年内に軍務から引き下げられ、1943年、爆破作業に用いられるという明確な用途を持って再支給された。1942年5月27日、改良型の手榴弾が親衛隊大将ラインハルト・ハイドリヒの暗殺のために使用され、空挺兵ヤン・クビシュは、これをプラハにおいてハイドリヒの乗車に投げつけた。この作戦で使われた本手榴弾は通常よりも切り詰められていた。